# Circus (televisieprogramma)
Circus in een Vlaams televisieprogramma dat op Ketnet wordt uitgezonden sinds oktober 2009.
In het programma worden van 250 kinderen er acht uitgekozen die een unieke circusopleiding mogen volgen van 4 leermeesters die tot de top van de Belgische circuswereld behoren. De circusdirecteur selecteert samen met die leermeesters de kinderen in de preselectie en leren die 8 kinderen circusoefeningen aan.

## Crew

### Kandidaten
- Manon Dewispelaere
- Zeno Morel
- Stien Simkens
- Lowie Thielman
- Pepijn Van den Broeck
- Piet Van Dycke
- Wout Van Lith
- Kika Vens

### Leermeesters
- Gert De Cooman
- Arno Wauters
- Bert Beyens
- Femke Luyckx

### Presentatie
- Kristien Maes

## Afleveringen
| Week | Afleveringen | Onderwerp                                        |
| ---- | ------------ | ------------------------------------------------ |
| 1    | 1 - 5        | De selectie                                      |
| 2    | 6 - 10       | Gert met mast en diabolo                         |
| 3    | 11 - 15      | Femke met doek en dans                           |
| 4    | 16-20        | Bert met wipplank en jongleren                   |
| 5    | 21-25        | Arno met rad, acrobatie, trampoline en clownerie |
| 6    | 26-30        | Arno en Gert met een extra show                  |
| 7    | 31-35        | Arno en Femke helpen met de eindshow             |

## Reeks 2: Naar Genève
In reeks 2, die vanaf maandag 13 december 2010 op Ketnet te zien is, krijgen de 8 finalisten een opdracht om naar Genève te reizen om daar samen met Nederland, Zwitserland, Frankrijk, Portugal en Rusland een circusshow te maken. Deze zal op televisiezenders in verschillende landen worden uitgezonden.

### Afleveringen
| Week | Afleveringen | Onderwerp    |
| ---- | ------------ | ------------ |
| 1    | 1 - 5        | De boodschap |